# Jane Sibbett
Jane Moore Sibbett (født 28. november 1962) er en amerikansk skuespiller og producer. Hendes mest bemærkelsesværdige roller er som Heddy Thompson i Fox-tv-serien Herman's Head og som Ross Gellers første ex-kone, Carol Willick, i NBC's tv-serie Venner.
I 1992 giftede Sibbett sig med Karl Fink, en tv-forfatter og producer, der arbejdede på de to første sæsoner af Herman's Head. De har tre børn sammen.